# 何芝君

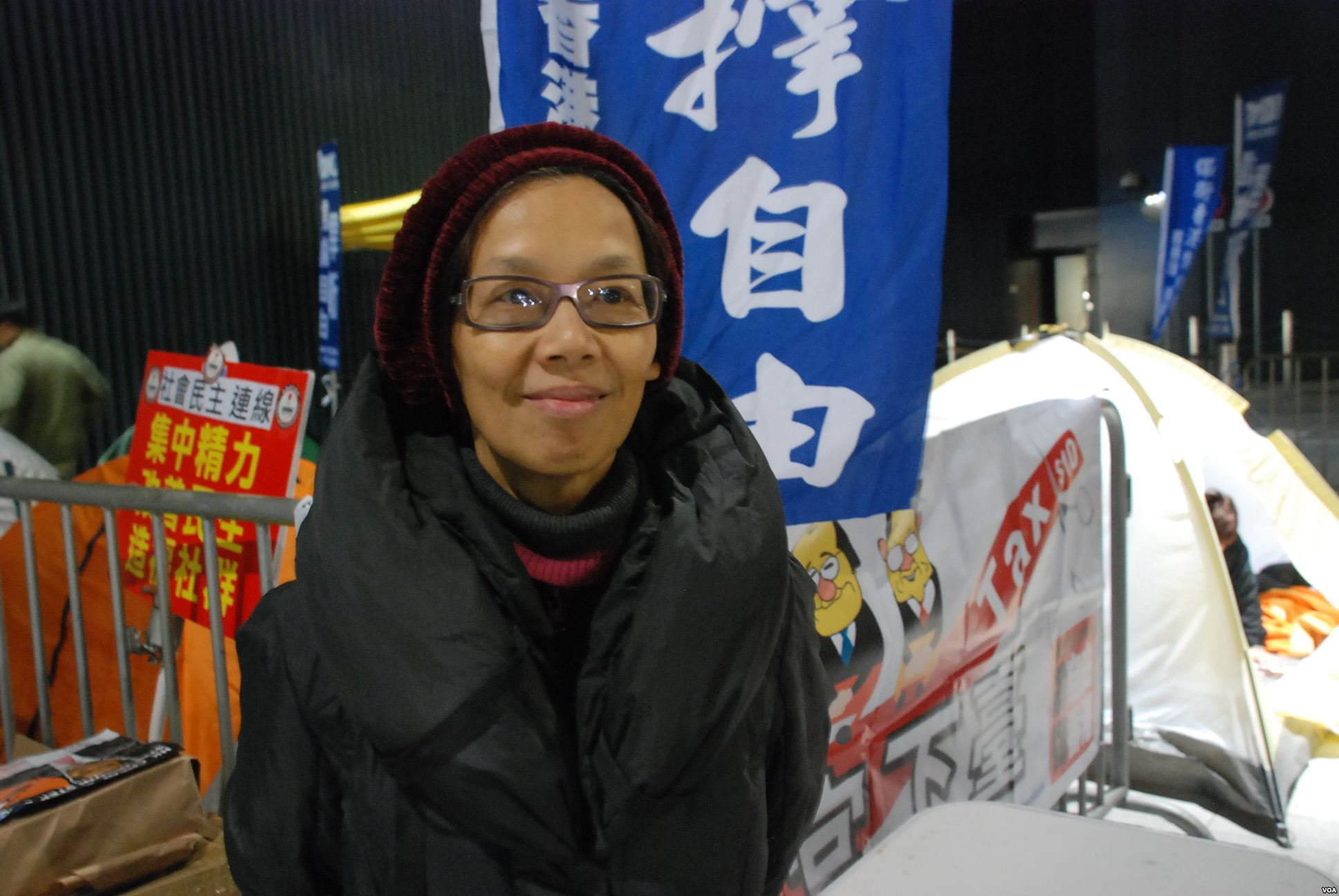
何芝君

何芝君（HO Chi-kwan），香港女權運動領袖，為新婦女協進會創辦人，2010年1月任香港反高鐵運動發言人。早年就讀嘉諾撒聖方濟各書院，後來於香港大學取得社會科學學士，並且分別在菲律賓大學和馬里蘭大學取得碩士和博士學位，退休前擔任香港理工大學社會科學系副教授。
關心的社會議題 :
1. 五區公投
2. 森美小儀的最想非禮的女藝人選舉
3. 強姦快閃黨
4. 簡炳墀公開問候陸恭蕙事件
5. 資本壟斷
6. 西九官商勾結
7. 香港80後世代
8. 向盛女愛作戰說不連線
9. 民間反對國民教育科大聯盟

## 事件

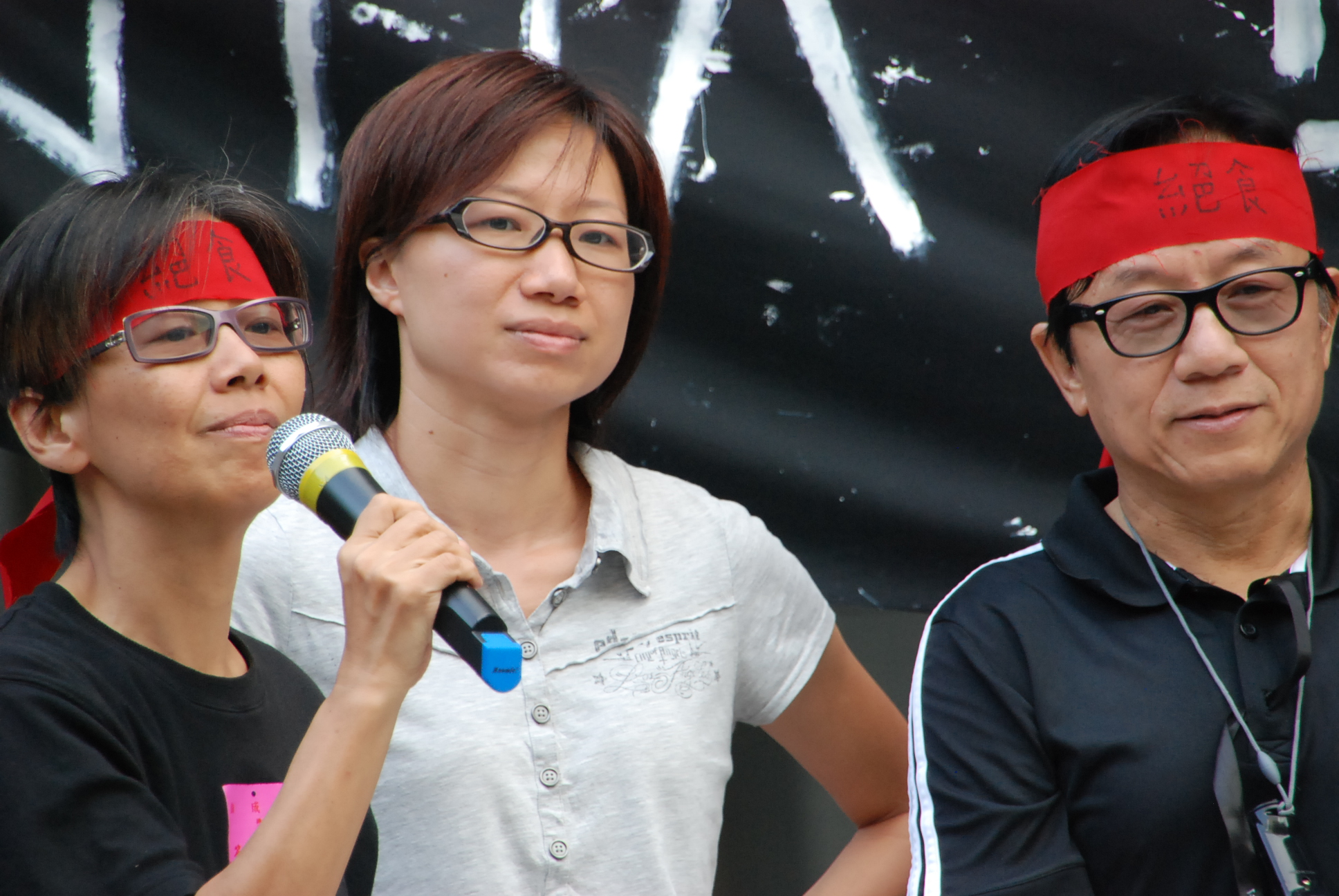
何芝君（左）與黃瑞紅（中），韓連山（右）絕食抗議推行德育及國民教育科。

2012年9月3日民間反對國民教育科大聯盟發起在政府總部外無限期進行絕食，何芝君疲倦不適。在醫生建議下停止絕食，晚上由救護車送往律敦治醫院。當時其中學校友，政務司司長林鄭月娥希望何女士早日康復，亦希望她信任特區政府。

## 外面參考
1. ↑  .   [2015-10-17]. （原始内容存档于2016-03-05）.
2. ↑  .   [2014-09-05]. （原始内容存档于2016-09-20）.
3. ↑  .   [2014-09-05]. （原始内容存档于2017-05-15）.